# Kenneth García
Kenneth García Guillén (Liberia, 14 de mayo de 1982) es un futbolista costarricense que juega como mediocampista en  Municipal Liberia  de la Primera División de Costa Rica.Actualmente retirado. 

## Clubes
| Club                    | País       | Año               |
| ----------------------- | ---------- | ----------------- |
| Liberia                 | Costa Rica | 2004 - 2011       |
| Municipal Pérez Zeledón | Costa Rica | 2011 - 2012       |
| Alajuelense             | Costa Rica | 2012 - 2013       |
| Municipal Liberia       | Costa Rica | 2014 - Actualidad |